# تركمانشاي
تركمانشاي (بالفارسية: ترکمانچای) هي منطقة سكنية تقع في إيران في Torkamanchay District. يقدر عدد سكانها بـ 6,434 نسمة .